# Entfernungshören
Das Entfernungshören ist eine abschätzende Bestimmung mit dem Gehör, wie weit eine Schallquelle vom Hörenden entfernt ist.
Im Gegensatz zur besonders gut ausgebildeten Fähigkeit des binokularen Entfernungssehens kann das Ohr des Menschen die Entfernung zu einer Schallquelle nur mangelhaft bestimmen. Beim Entfernungshören werden nicht die Signaldifferenzen genutzt, also die Pegel- und Laufzeitdifferenzen zwischen beiden Sensoren, sondern der Vergleich des Signals mit erlernten Reizmustern:
- Spektrale Verteilung: Hohe Frequenzen werden stärker von der Luft absorbiert als tiefe. Deshalb wird das Spektrum in Abhängigkeit von der Entfernung zur Schallquelle verändert. Das Schallereignis klingt mit zunehmender Entfernung dumpfer, so dass wir bei bekannten Schallereignissen aus der Veränderung ihres Klangcharakters auf die Entfernung schließen können. Gleichzeitig werden tiefe Frequenzen an Hindernissen oder beispielsweise bereits am Schalltrichter eines Blasinstruments stärker gebeugt als hohe Frequenzen, daher nimmt auch der Bassanteil (einer gerichteten Schallquelle) ab.
- Lautheit: Weiter entfernte Schallquellen haben eine geringere Lautstärke als nähere. Dieser Aspekt kann nur bei vertrauten Schallquellen wie sprechenden Menschen genutzt werden.
- Direktschallanteil: Der Schalldruckpegel des Direktschalls nimmt linear mit der Entfernung ab, derjenige des Diffusschalls bleibt in reflektierender Umgebung jedoch annähernd konstant, so dass sich dieses Verhältnis mit dem Abstand der Schallquelle stark ändert. Deshalb ist es, verknüpft mit der optischen Wahrnehmung, eines der wichtigsten Merkmale beim Entfernungshören.
- Anfangszeitlücke: Bei weit entfernten Schallquellen haben die ersten schallstarken Reflexionen kaum einen längeren Weg zum Zuhörer als die direkte Welle. Sie treffen deshalb fast gleichzeitig bei ihm ein, während bei einer nahen Schallquelle durch die unterschiedlichen Umwege eine deutliche Anfangszeitlücke entsteht. Ihre große Bedeutung für die räumliche Staffelung des Schallfeldes wird bei Tonproduktionen oft vernachlässigt.
- Bewegungsinformationen: Ähnlich wie beim visuellen System gibt es das Phänomen der Bewegungsparallaxe: Wenn wir uns bewegen, dann ziehen nähere Schallquellen schneller an uns vorbei als weiter entfernte.
- Interaurale Pegeldifferenzen: Sie spielen vor allem bei sehr nahen Schallquellen eine Rolle. Erreicht der Schall ein Ohr wesentlich lauter als das andere, so können wir aus unserer Hörerfahrung schließen, dass diese Schallquelle sehr nah sein muss.

Die Entfernungsschätzung im freien Feld, also ohne Reflexionen und Echos, hängt in erster Linie von der Lautstärkeempfindung ab. Wenn es sich um einen bekannten Klang handelt, wird der Schalldruckpegel mit einem im Gedächtnis gespeicherten Wert verglichen und die Entfernung „berechnet“. Entfernungshören beruht also auf erlerntem Wissen, die Wahrnehmung ist maßgeblich von Erfahrungswerten beeinflusst.
Zunehmend setzt sich aber auch die Erkenntnis durch, dass die zeitliche und räumliche Staffelung der ersten schallstarken Reflexionen herausragenden Einfluss auf die auditive Entfernungswahrnehmung hat.